# Xylophanes xylobotes
Xylophanes xylobotes is een vlinder uit de familie van de pijlstaarten (Sphingidae). De wetenschappelijke naam van de soort werd in 1878 gepubliceerd door Hermann Burmeister.